# GBIC

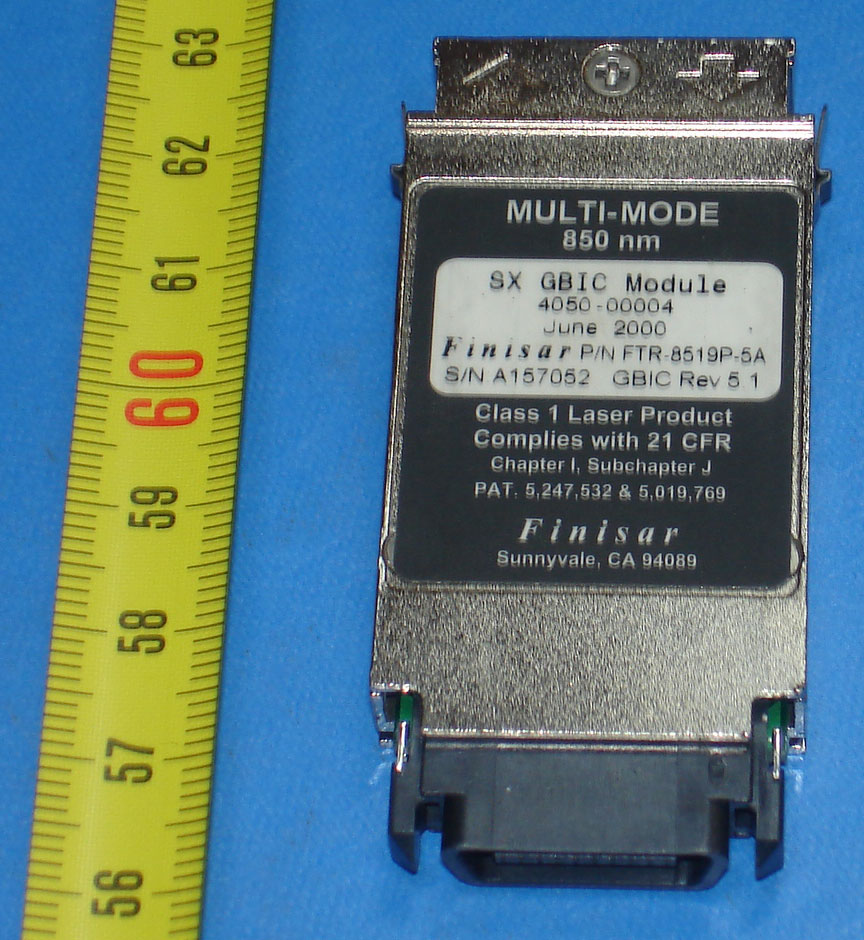
Un GBIC 1000BASE-SX.

GBIC è l'acronimo di Gigabit Interface Converter. Si tratta di uno standard costruttivo per transceiver Gigabit Ethernet e Fibre Channel.
Una variante dello standard GBIC è il mini-GBIC, caratterizzato da dimensioni inferiori. Nella pratica, con il termine GBIC si indica il transceiver stesso.
Il GBIC si presenta come un piccolo dispositivo elettronico, delle dimensioni di una piccola chiavetta USB, dotato di una presa per fibra ottica. Esso va inserito nell'apposito alloggiamento di cui sono dotati gli switch ottici e funge da interfaccia tra la fibra e lo switch.